# Paul Hyacinthe Loyson
Paul Hyacinthe Loyson (Ginevra, 1873 – Parigi, 1921) è stato uno scrittore e drammaturgo francese.

Nato a Ginevra nel 1873, figlio di Charles Loyson, meglio conosciuto con il nome religioso di Père Hyacinthe, celebre predicatore a Notre-Dame scomunicato nel 1869, e di Émilie Jane Merriman, una vedova americana, Paul Hyacinthe suscitò con i suoi lavori, alcuni dei quali tradotti in italiano, vivaci polemiche per le loro tematiche religiose e sociali.
Morì a Parigi, a circa quarantotto anni, nel 1921.

## Opere
- L'Evangile du sang. Épisode dramatique tiré des présentes guerres anglo-saxonnes, Genève, C. Eggimann, 1900.
- Sur les marges d'un drame. Les Nuées rouges, Genève, Ch. Eggimann & Cie, 1901.
- Le droit des vierges. Comédie dramatique, Paris-Bruxelles, Publ. de l'Humanité Nouvelle, 1903.
- Les âmes ennemies. Drame en quatre actes représenté pour la première fois au Théâtre-Antoine le 15 mai 1907, Paris, Ed. de la "Revue politique et littéraire" et de la "Revue scientifique", 1907.
- A propos d'un prêtre marié. La fin de M. l'abbé Mugnier, Bruxelles, Bibliothèque de propagande (Société anonyme), 1909.
- Les idées en bataille, Paris, Le Siècle, 1910. Tr. inglese: The gods in the battle, intr di H. G. Wells, London-New York, Hodder and Stoughton, 1917.
- L'apôtre. Tragédie moderne en trois actes, en prose, Paris, E. Pelletan, 1911. (Il testo on line nel sito archive.org).
- Êtes-vous neutres devant le crime? Par un pacifiste logique avec une lettre de Emile Verhaeren, Paris, Berger-Levrault, 1916.
- France the Apostle and the Ethics of the War. Three lectures, London, University of London Press, 1918.
- Nos bons amis les Anglais, Paris, Éditions de la Ligue républicaine de défense nationale Droit et liberté, 1918.
- L'Amiral Réveillère, Lannion, Yves Le Febvre, 1919.
- Sous le signe éternel. Poèmes, Paris, Pellétan, 1922.
- Oeuvres, Paris-Lausanne, Fischbacher, Payot, 1952.

### Edizioni in lingua italiana
- Il mio testamento, traduzione di Ugo Janni , Sanremo, Stab. Tip. G. B. Biancheri, 1897.
- Il Vangelo del sangue. Episodio drammatico tratto dalle presenti guerre anglo-sassoni, traduzione di A. Lobetti-Bodoni , Milano, La Poligrafica, [1899?].
- Le anime nemiche. Dramma in quattro atti, traduzione di Adolfo De Bosis, Milano, Fratelli Treves, 1908.
- L'apostolo. Tragedia moderna in tre atti, traduzione di Corrado Tumiati , Milano, Fratelli Treves, 1912.